# Montferran e Plavés
Montferran e Plavés (en francès Monferran-Plavès) és un municipi francès situat al departament del Gers i a la regió d'Occitània.

## Demografia
| 1962                                       | 1968 | 1975 | 1982 | 1990 | 1999 | 2006 |
| ------------------------------------------ | ---- | ---- | ---- | ---- | ---- | ---- |
| 104                                        | 131  | 110  | 111  | 119  | 111  | 129  |
| Des de 1962: població sense dobles comptes |      |      |      |      |      |      |

## Administració
| Període   | Identitat       | Partit |
| --------- | --------------- | ------ |
| 2001-2007 | Marius Luchetta |        |
| 2007-     | Alban Bataille  |        |